# Sigriswil
Sigriswil község Svájcban, Bern kanton Thun közigazgatási körzetében.

## Nevének eredete
A Sigriswil név az ófelnémet Sigiheri vagy Sigirih személynévből és a -wilari (kis falu, falucska) végződésű helynévből tevődik össze.

## Földrajza
Sigriswil 11 faluból álló község, melynek nagy része a Thuni-tó jobb partja fölötti napos teraszon fekszik. A partjától (560 m) felfelé húzódik a Kékestetőig (1392 m) és a Sigriswilergratig (Sigriswiler Rothorn 2051 m). A település kisebb (hátsó) része a Blueme északi és keleti lejtőin, valamint a hátsó Sigriswilergrat nyugati lejtőjén fekszik, és a Zulg vízgyűjtő területéhez tartozik, amely csak Thun után ömlik az Aare-ba.
A településhez tartozó falvak:
- Aeschlen ob Gunten,
- Gunten,
- Meiersmaad,
- Merligen,
- Ringoldswil,
- Schwanden,
- Sigriswil,
- Tschingel ob Gunten,
- Wiler,
- Endorf,
- Reust és
- Justistal.

## A falu története

### Korai történelem
A település és környéke már a kőkorszakban lakott hely volt. Kőkori lelet Guntenben, bronzkori leletek Merligenben, Guntenben, Ringoldswilben és Justistalban kerültek felszínre. A Sigriswil-Ringoldswil – Im Sackban talált, kora bronzkori fegyverleletek különös tudományos jelentőséggel bírnak. Több ott talált peremes balta adta a "Sigriswil-típus" nevét. A hely- és mezőnevek arra utalnak, hogy a területet az alemann időkben rekultiválták.

### Középkor
A 10. században a község területe a Sváb Hercegséghez, a 11. században a Felső-Burgundiai Királysághoz tartozott, amellyel 1033-ban Sigriswil újra csatlakozott a birodalomhoz. A következő évszázadokban az eredetileg szabad földművesek világi és egyházi földesuraktól váltak függővé. A 13. században Sigriswil a feudális jog alapján az oberhofeni bárósághoz tartozott. I. Habsburg Albert meggyilkolása (1308) után, amelyben III. eschenbachi Walter közreműködött, Oberhofen és így Sigriswil is osztrák uralom alá került. 1313-ban Sigriswil kyburg-családi hűbérbirtok lett, 1323-ban eladták Bernnek, majd visszaszerzi hűbérbirtokát. 1347-ben a hochwaldi regálét megvásárolták a (eladósodott) Kyburg-Burgdorfi gróf Eberhard II-től (Sigriswil szabadságlevél); 1406 berni uralom; 1471-ig szabadbirtok Steffisburggal együtt, majd külön udvar 1798-ig. 1627 Justistal beolvadt a község területébe. A helvét korszakban Oberland kanton része lett, 1803-tól 1832-ig pedig ismét szabad bíróság.
Az eredeti község tisztán gazdasági vagyon- és földhasználati közösség; az uradalmi igazgatás keretében kisebb joghatóságot kapott. A 15. században erős bevándorlás volt, és az őslakosokat belsőleg elzárták az újonnan érkezettektől.

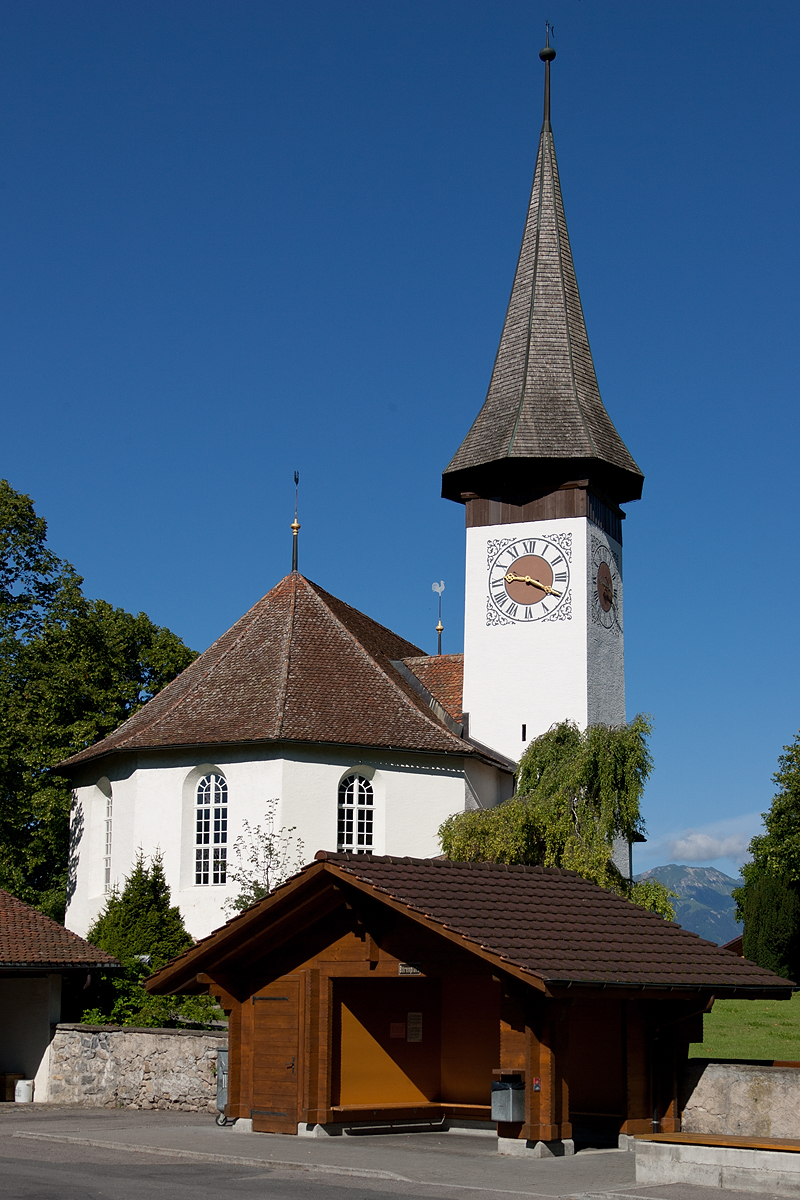

### Reformáció
1525-ben Albrecht Vogt interlakeni kanonokot Sigriswilbe küldték hadnagy-papnak. Részt vett az 1528-as berni disputáción, és ott írta alá a reformáció téziseit. Ezt követően megbízást kapott a reformáció bevezetésére Sigriswilben. A Berni-felvidék más régióival ellentétben Sigriswilben ellenállás nélkül fogadták el a reformációt. 1529-ben minden egyházközségben kórusbíróságot neveztek ki, amely szigorú egyházfegyelmet érvényesített. A sigriswili emberek azonban megtűrték a zarándokutat a Beatus-barlangokhoz. A kormány 1528-ban befalaztatta a barlangokat, a templomot és a zarándokszállót pedig leromboltatta. Az unterwaldi katolikusok azonban nem riadtak vissza a további zarándoklatoktól, és ismét lebontották a falat; a befalazás és lebontás többször is folytatódott. A Beatus-barlangokat övező kultusz ellensúlyozására a berni kormány 1534 és 1535 között egy protestáns református templomot építtetett a Beatenbergre.

### Modern idők
1650-ben törvény szabályozta a régi lakosok és az alsóbbrendűek, valamint a felső falvak és Merligen község közötti viszonyt a közös földek tisztázatlan használatára vonatkozóan. 1832-ben az új kantonális önkormányzati törvény miatt új önkormányzati szabályzatot (lakosok önkormányzata) fogadtak el. Az 1831-es új alkotmány azonban mindent úgy hagyott meg az önkormányzati szervezetben, ahogy volt. A polgári birtokok mint magántulajdon anyagi források hiánya miatt érintetlenül maradtak, ezért 1851-ben vegyes önkormányzatot hoztak létre az érdekek kiegyensúlyozására. A 19. század közepén pártharcok folytak az útépítést ellenző liberálisok és konzervatívok között. 1852-ben megépült a Seestrasse egészen Guntenig, 1873-ban meghosszabbították Merligenig, majd az úthálózatot folyamatosan bővítették.
1908-ban a városi közgyűlés úgy döntött, hogy anyagilag hozzájárul a Gunten és Sigriswil közötti kötélvasút építéséhez. A vasút anyagi ráfordításai azonban túl nagynak bizonyultak, és 1914-ben az autós közlekedés mellett döntöttek. A 19. század végén a posta és a távíró, a 20. század elején pedig a telefonkapcsolat érte el a települést. A 19. század második felében az önkormányzat további feladatai közé tartozott a patakok stabilizálása, az erdőtelepítés, a földmérési munkálatok, a vízgyűjtők és az iskolaépítés. 1898-ban Merligenben falutűz pusztított, amely a falu egy részét elpusztította.

## Sigriswil temploma
Sigriswil első templomát 1000 körül építtette Rudolf II von Hochburgund (Strättliger Chronik); a reformációig a konstanzi egyházmegyéhez tartozott; patronátusa a 13. században a Bremgarteni nemesek, Burkhard von Unspunnen és mások, 1222-től az Interlakeni apátság; a reformáció után Bern, de saját kórusbírósággal. A 15. század közepén átépítették (késő gótikus alapok), 1678/79 új épület protestáns prédikáló templom stílusában. További felújítások 1784-ben, 1838-ban, 1866-ban és 1957-ben; védőszentje Szent Gallus. 1937 A merligeni templom felszentelése. 
A lelkészek: Christoph Pfäfferlin (1555-1565) humanistaként és botanikusként, Gottlieb Jakob Kuhn (1799-1806) költőként és Karl Howald (1833-1869) krónikásként hagytak nyomot szolgálatukon túl is. 1925-ben Gottlieb Jakob Kuhn 150. születésnapjára emlékezve egy Hermann Hubacher által készített bronz domborművet helyeztek el a templom bejáratától jobbra.

## Gazdaság
A mezőgazdaság eredetileg hárommezős gazdálkodás volt szabad gazdákkal. A szőlőtermesztés a Thuni-tónál valószínűleg a római korban kezdődött. A község önellátása kenyérből és borból. A 18. században a füves gazdálkodás bevezetése (istálló takarmányozás), a tejtermelés és a vetésforgó növelése, valamint a burgonya bevezetése és a szántóföldi gazdálkodás visszaszorulása. A szőlőtermesztés hanyatlása a 18. század végén a szőlőtőkék elfajulása miatt. 1851-ben és 1858-ban védő rendelkezések és egy új erdőtörvény szabályozza az erdőhasználatot, és véget vet a mezőgazdaság túlzott kizsákmányolásának. A 20. században a gazdaságok csökkenése és bővülése, a tehénállomány növekedése és a szántóterületek további csökkenése.
A 19. század elejéig a mezőgazdaság marad a fő gazdasági ág; 1831-ben bevezetik a kereskedelem szabadságát, növekszik a vendéglátás és a kereskedelem; 1858-ban megindul az idegenforgalom (első reklámfüzet). A 20. században Sigriswil már nem tisztán mezőgazdasági település; sokan a szállodaiparban, a kereskedelemben és a közlekedésben, valamint a thuni gyárakban keresik kenyerüket.

## Képek

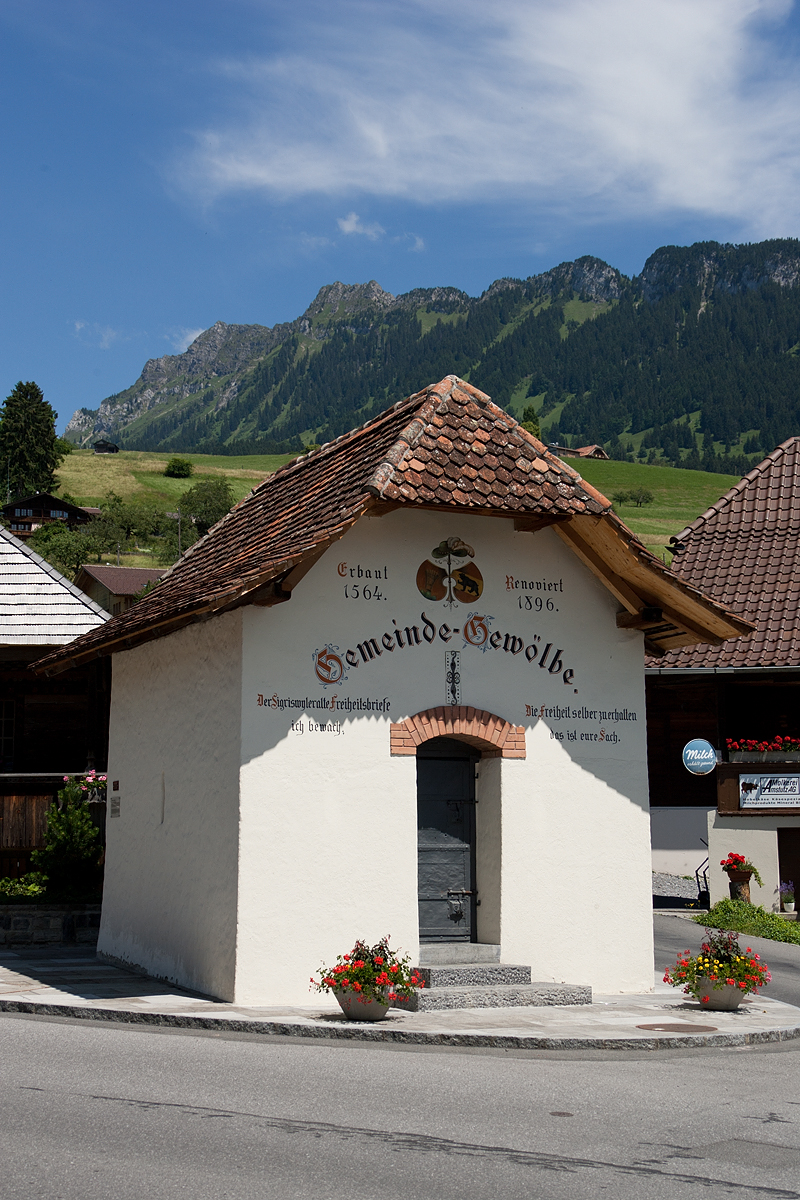
Gemeindegewölbe
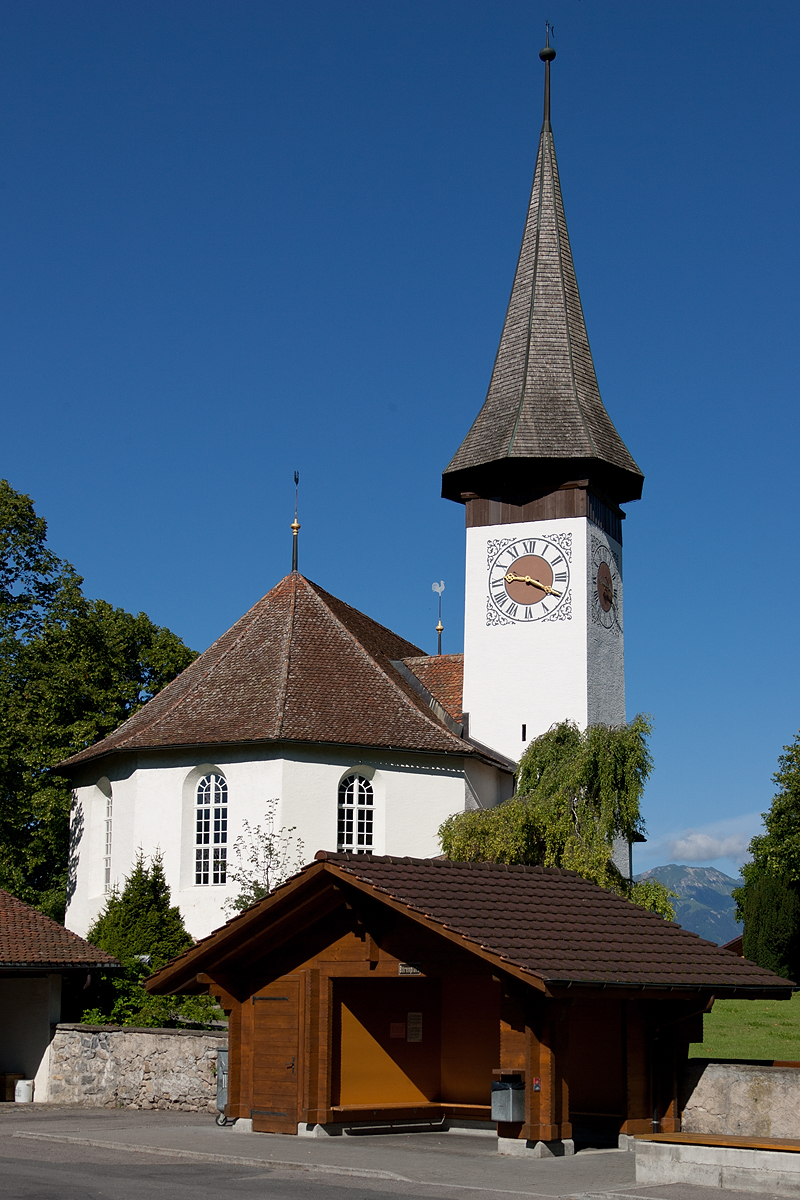
Sigriswil temploma
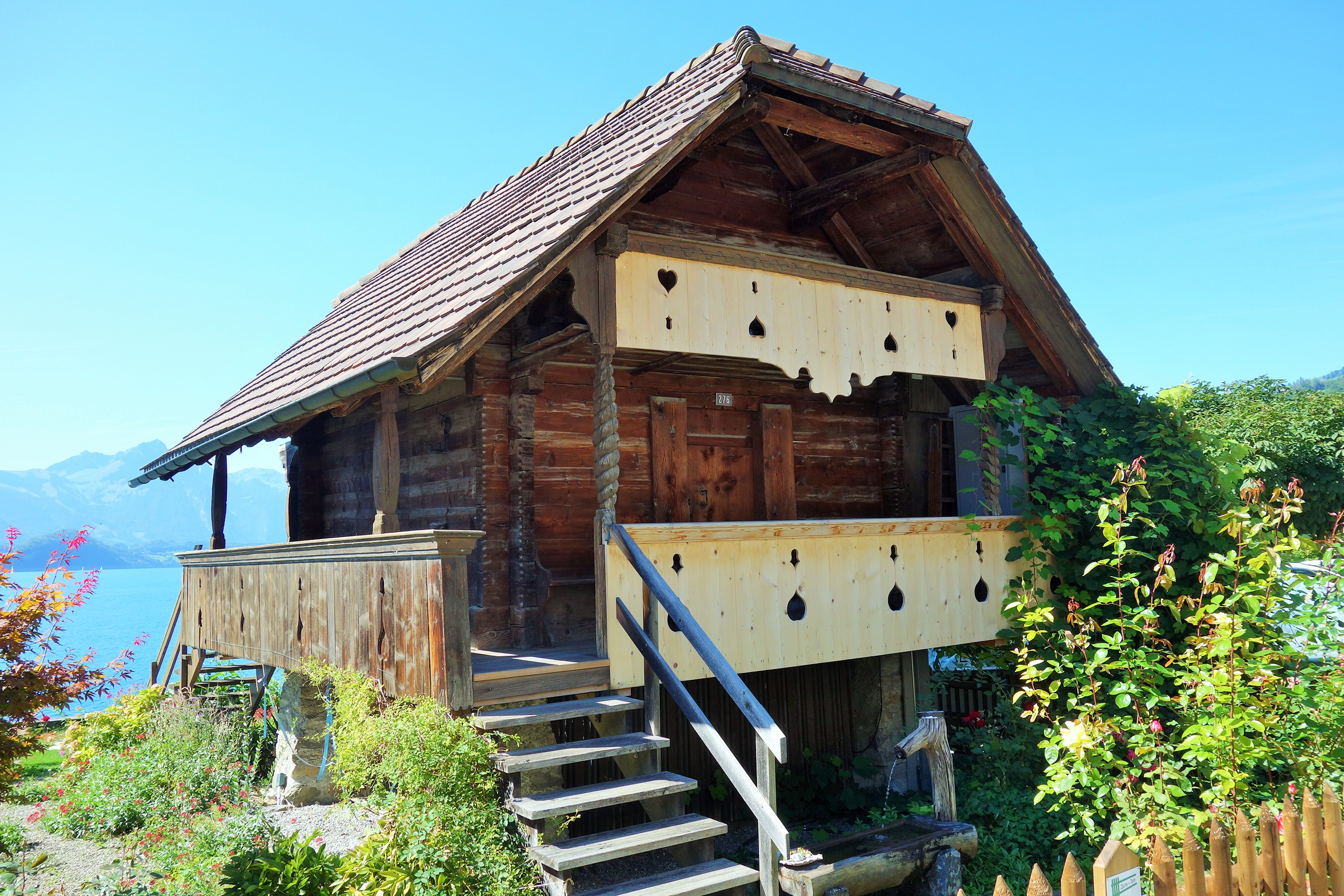
Merligen
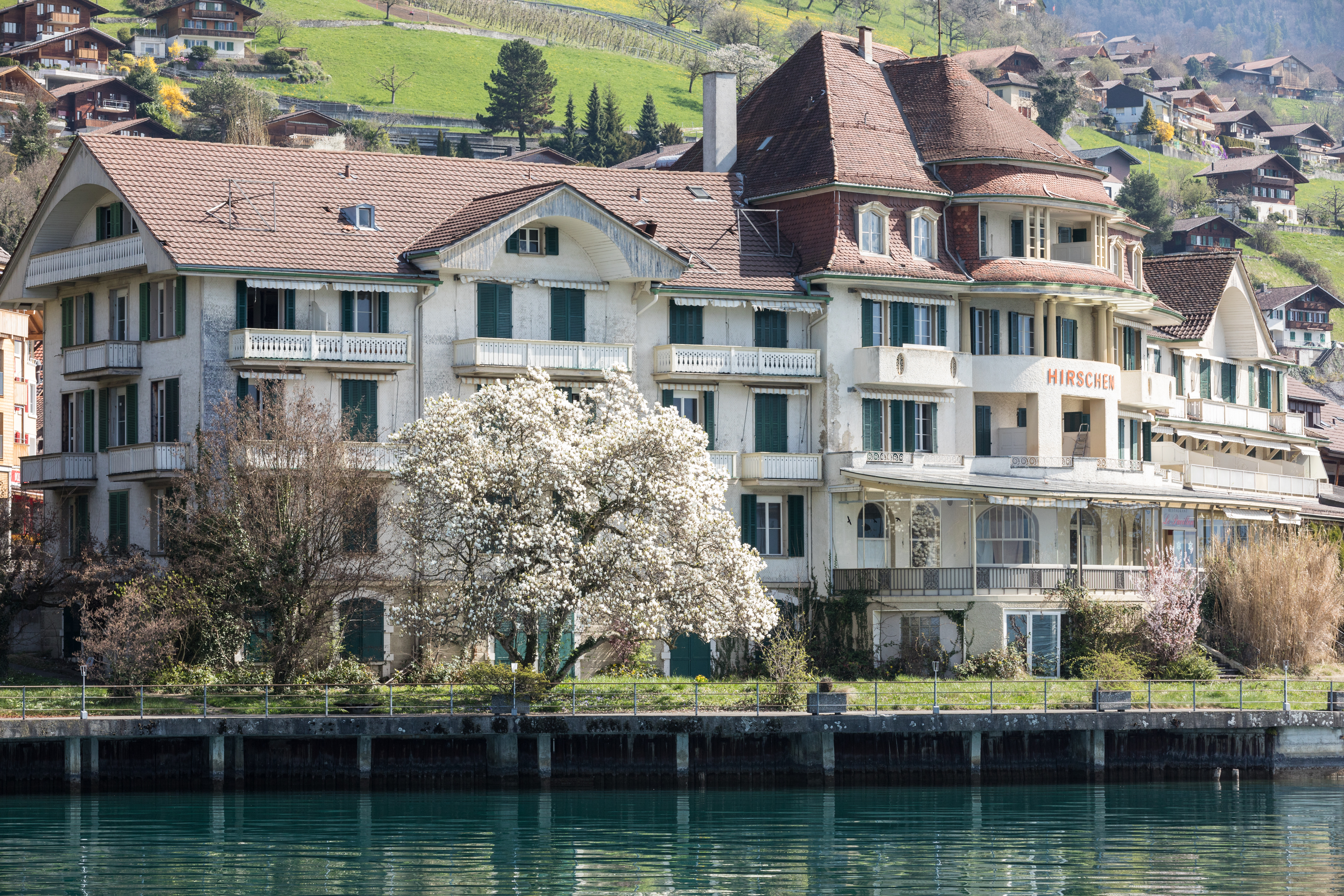
Gunten